# 胡毓坤
胡 毓坤（こ いくこん）は中華民国の軍人。北京政府、奉天派の軍人で、後に南京国民政府（汪兆銘政権）に参加した。字は凌塵。

## 事績
奉天派の軍人として経歴を重ねる。1925年（民国14年）、李景林率いる第1師で第4混成旅旅長となった。翌年、李が反張作霖の動きを見せたために武装解除され、失脚する。李の部隊は安国軍第16軍・第17軍に再編され、胡毓坤が第17軍軍長に任命された。
1928年（民国17年）、張学良が父を後継すると、胡毓坤は東北辺防司令長官公署参議官に転じる。翌年、張学良による中東鉄路の接収強行に端を発して、奉天派とソ連との紛争が発生した。このとき、胡は防俄軍第2軍軍長としてソ連軍に応戦している。1930年（民国19年）、中原大戦が勃発すると、胡は討逆軍第3軍軍長に任命され、張学良に従って関内に入り反蔣介石軍と交戦している。
1933年（民国22年）5月、国民政府軍事委員会北平分会委員に任ぜられる。1935年（民国24年）4月、陸軍中将銜を授与された。同年12月、冀察政務委員会委員に任ぜられている。1936年（民国25年）12月、西安事変が勃発した際には、胡毓坤は張学良による蔣介石の捕縛を支持した。そのため、事変解決後に張が逮捕されると、胡はこれに不満を抱くようになる。
そして1938年（民国27年）、鮑文樾の誘いを受けた胡毓坤は、以後、汪兆銘の反蔣介石活動に与するようになる。1940年（民国29年）3月、汪兆銘政権が樹立されると、胡は軍事委員会委員に任命される。翌月、蘇豫辺区綏靖司令となった。1943年（民国32年）10月、軍事委員会駐華北委員となり、さらに陸軍上将を授与されている。翌年3月、駐華北軍務長官に任ぜられた。1945年（民国34年）4月、軍事委員会参謀総長に任ぜられた。翌月、軍令部部長にもなっている。
日本敗北後に、胡毓坤は蔣介石の国民政府に逮捕される。漢奸の罪により死刑判決を受けると、1946年（民国35年）6月24日、南京雨花台で楊揆一・凌霄と共に銃殺刑に処された。享年52。

## 注
1. ↑  同書226頁の項目名は、「胡鋼坤」と誤記されている。
2. ↑  尾崎監修(1940)、101頁及び益井(1948)、235頁に従う。徐主編(2007)は「1885年(光緒11年)」。『中国紳士録 第二版』(1942)、226頁は、「光緒18年3月」（1892年3月）。
3. ↑  尾崎監修(1940)、101頁及び徐主編(2007)に従う。『中国紳士録 第二版』(1942)、226頁は「西安県」とする。
4. ↑  尾崎監修(1940)、101頁。
5. 1 2 3 4  徐主編(2007)。
6. ↑  毎日新聞社編、72頁。益井、20頁。